# قهرمانی هندبال مردان جهان ۱۹۹۳
مسابقات قهرمانی هندبال مردان جهان ۱۹۹۳ سیزدهمین دورهٔ مسابقات قهرمانی جهان بود که از ۱۰ تا ۲۰ مارس ۱۹۹۳ در سوئد برگزار شد. در پایان مسابقات، سه تیم روسیه، فرانسه و سوئد مقام‌های اول تا سوم را به دست آوردند.

## تیم‌های راه‌یافته
هشت تیم نخست دورهٔ گذشته از جمله سوئد که قهرمان دورهٔ گذشته و میزبان این دوره بود، به همراه پنج تیم نخست قهرمانی اروپا و تیم برتر مسابقات قهرمانی آسیا، آفریقا و پان امریکن به این مسابقات راه یافتند.

## مرحلهٔ گروهی اول
مسابقات در چهار گروه چهار تیمی برگزار شد و سه تیم نخست هر گروه، به مرحلهٔ گروهی دوم راه یافتند.

### گروه A
| تیم      | بازی | ب | م | ش | گ ز | گ خ | ت   | امتیاز |
| -------- | ---- | - | - | - | --- | --- | --- | ------ |
| اسپانیا  | ۳    | ۲ | ۱ | ۰ | ۵۸  | ۴۸  | ۱۰+ | ۵      |
| چکسلواکی | ۳    | ۱ | ۱ | ۱ | ۶۱  | ۶۰  | ۱+  | ۳      |
| مصر      | ۳    | ۱ | ۰ | ۲ | ۵۸  | ۶۳  | ۵–  | ۲      |
| اتریش    | ۳    | ۱ | ۰ | ۲ | ۶۱  | ۶۷  | ۶–  | ۲      |

| ۱۰ مارس ۱۹۹۳ ۱۸:۰۰ | مصر     | ۲۱–۲۰ | چکسلواکی | اومئو |
| ۱۰ مارس ۱۹۹۳ ۱۸:۰۰ | (۱۳–۱۱) |       |          | اومئو |
| ۱۰ مارس ۱۹۹۳ ۱۸:۰۰ |         |       |          | اومئو |

| ۱۰ مارس ۱۹۹۳ ۲۰:۰۰ | اسپانیا | ۲۲–۱۵ | اتریش | اومئو |
| ۱۰ مارس ۱۹۹۳ ۲۰:۰۰ | (۹–۷)   |       |       | اومئو |
| ۱۰ مارس ۱۹۹۳ ۲۰:۰۰ |         |       |       | اومئو |

| ۱۲ مارس ۱۹۹۳ ۱۸:۰۰ | چکسلواکی | ۲۲–۲۰ | اتریش | اومئو |
| ۱۲ مارس ۱۹۹۳ ۱۸:۰۰ | (۱۲–۸)   |       |       | اومئو |
| ۱۲ مارس ۱۹۹۳ ۱۸:۰۰ |          |       |       | اومئو |

| ۱۲ مارس ۱۹۹۳ ۲۰:۰۰ | اسپانیا | ۱۷–۱۴ | مصر | اومئو |
| ۱۲ مارس ۱۹۹۳ ۲۰:۰۰ | (۸–۹)   |       |     | اومئو |
| ۱۲ مارس ۱۹۹۳ ۲۰:۰۰ |         |       |     | اومئو |

| ۱۳ مارس ۱۹۹۳ ۱۴:۰۰ | اتریش  | ۲۶–۲۳ | مصر | اومئو |
| ۱۳ مارس ۱۹۹۳ ۱۴:۰۰ | (۱۴–۹) |       |     | اومئو |
| ۱۳ مارس ۱۹۹۳ ۱۴:۰۰ |        |       |     | اومئو |

| ۱۳ مارس ۱۹۹۳ ۱۶:۰۰ | اسپانیا | ۱۹–۱۹ | چکسلواکی | اومئو |
| ۱۳ مارس ۱۹۹۳ ۱۶:۰۰ | (۱۲–۱۰) |       |          | اومئو |
| ۱۳ مارس ۱۹۹۳ ۱۶:۰۰ |         |       |          | اومئو |

### گروه B
| تیم    | بازی | ب | م | ش | گ ز | گ خ | ت  | امتیاز |
| ------ | ---- | - | - | - | --- | --- | -- | ------ |
| سوئیس  | ۳    | ۲ | ۰ | ۱ | ۶۵  | ۵۹  | ۶+ | ۴      |
| فرانسه | ۳    | ۲ | ۰ | ۱ | ۶۸  | ۶۸  | ۰  | ۴      |
| رومانی | ۳    | ۱ | ۱ | ۱ | ۵۶  | ۵۶  | ۰  | ۳      |
| نروژ   | ۳    | ۰ | ۱ | ۲ | ۵۱  | ۵۷  | ۶– | ۱      |

| ۱۰ مارس ۱۹۹۳ ۱۸:۰۰ | سوئیس  | ۲۶–۲۴ | فرانسه | کارلشته |
| ۱۰ مارس ۱۹۹۳ ۱۸:۰۰ | (۸–۱۰) |       |        | کارلشته |
| ۱۰ مارس ۱۹۹۳ ۱۸:۰۰ |        |       |        | کارلشته |

| ۱۰ مارس ۱۹۹۳ ۲۰:۰۰ | رومانی | ۱۵–۱۵ | نروژ | کارلشته |
| ۱۰ مارس ۱۹۹۳ ۲۰:۰۰ | (۶–۹)  |       |      | کارلشته |
| ۱۰ مارس ۱۹۹۳ ۲۰:۰۰ |        |       |      | کارلشته |

| ۱۲ مارس ۱۹۹۳ ۱۸:۰۰ | رومانی | ۱۹–۱۸ | سوئیس | کارلشته |
| ۱۲ مارس ۱۹۹۳ ۱۸:۰۰ | (۱۰–۷) |       |       | کارلشته |
| ۱۲ مارس ۱۹۹۳ ۱۸:۰۰ |        |       |       | کارلشته |

| ۱۲ مارس ۱۹۹۳ ۲۰:۰۰ | فرانسه  | ۲۱–۲۰ | نروژ | کارلشته |
| ۱۲ مارس ۱۹۹۳ ۲۰:۰۰ | (۱۰–۱۱) |       |      | کارلشته |
| ۱۲ مارس ۱۹۹۳ ۲۰:۰۰ |         |       |      | کارلشته |

| ۱۳ مارس ۱۹۹۳ ۱۴:۰۰ | سوئیس  | ۲۱–۱۶ | نروژ | کارلشته |
| ۱۳ مارس ۱۹۹۳ ۱۴:۰۰ | (۱۰–۹) |       |      | کارلشته |
| ۱۳ مارس ۱۹۹۳ ۱۴:۰۰ |        |       |      | کارلشته |

| ۱۳ مارس ۱۹۹۳ ۱۶:۰۰ | فرانسه | ۲۳–۲۲ | رومانی | کارلشته |
| ۱۳ مارس ۱۹۹۳ ۱۶:۰۰ | (۹–۱۰) |       |        | کارلشته |
| ۱۳ مارس ۱۹۹۳ ۱۶:۰۰ |        |       |        | کارلشته |

### گروه C
| تیم                 | بازی | ب | م | ش | گ ز | گ خ | ت   | امتیاز |
| ------------------- | ---- | - | - | - | --- | --- | --- | ------ |
| سوئد                | ۳    | ۳ | ۰ | ۰ | ۷۳  | ۵۱  | ۲۲+ | ۶      |
| ایسلند              | ۳    | ۲ | ۰ | ۱ | ۷۵  | ۶۱  | ۱۴+ | ۴      |
| مجارستان            | ۳    | ۱ | ۰ | ۲ | ۷۳  | ۶۳  | ۱۰+ | ۲      |
| ایالات متحده آمریکا | ۳    | ۰ | ۰ | ۳ | ۵۳  | ۹۹  | ۴۶– | ۰      |

| ۹ مارس ۱۹۹۳ ۱۹:۰۰ | سوئد  | ۲۱–۱۶ | ایسلند | یوتبری |
| ۹ مارس ۱۹۹۳ ۱۹:۰۰ | (۹–۹) |       |        | یوتبری |
| ۹ مارس ۱۹۹۳ ۱۹:۰۰ |       |       |        | یوتبری |

| ۹ مارس ۱۹۹۳ ۲۱:۰۰ | مجارستان | ۳۳–۱۸ | ایالات متحده آمریکا | یوتبری |
| ۹ مارس ۱۹۹۳ ۲۱:۰۰ | (۱۶–۸)   |       |                     | یوتبری |
| ۹ مارس ۱۹۹۳ ۲۱:۰۰ |          |       |                     | یوتبری |

| ۱۱ مارس ۱۹۹۳ ۱۸:۰۰ | ایسلند | ۲۵–۲۱ | مجارستان | یوتبری |
| ۱۱ مارس ۱۹۹۳ ۱۸:۰۰ | (۱۱–۸) |       |          | یوتبری |
| ۱۱ مارس ۱۹۹۳ ۱۸:۰۰ |        |       |          | یوتبری |

| ۱۱ مارس ۱۹۹۳ ۲۰:۰۰ | سوئد   | ۳۲–۱۶ | ایالات متحده آمریکا | یوتبری |
| ۱۱ مارس ۱۹۹۳ ۲۰:۰۰ | (۱۳–۹) |       |                     | یوتبری |
| ۱۱ مارس ۱۹۹۳ ۲۰:۰۰ |        |       |                     | یوتبری |

| ۱۳ مارس ۱۹۹۳ ۱۴:۰۰ | ایسلند | ۳۴–۱۹ | ایالات متحده آمریکا | یوتبری |
| ۱۳ مارس ۱۹۹۳ ۱۴:۰۰ | (۱۴–۷) |       |                     | یوتبری |
| ۱۳ مارس ۱۹۹۳ ۱۴:۰۰ |        |       |                     | یوتبری |

| ۱۳ مارس ۱۹۹۳ ۱۶:۰۰ | سوئد   | ۲۰–۱۹ | مجارستان | یوتبری |
| ۱۳ مارس ۱۹۹۳ ۱۶:۰۰ | (۱۲–۹) |       |          | یوتبری |
| ۱۳ مارس ۱۹۹۳ ۱۶:۰۰ |        |       |          | یوتبری |

### گروه D
| تیم       | بازی | ب | م | ش | گ ز | گ خ | ت   | امتیاز |
| --------- | ---- | - | - | - | --- | --- | --- | ------ |
| روسیه     | ۳    | ۲ | ۱ | ۰ | ۷۸  | ۵۵  | ۲۳+ | ۵      |
| آلمان     | ۳    | ۱ | ۲ | ۰ | ۶۷  | ۶۴  | ۳+  | ۴      |
| دانمارک   | ۳    | ۰ | ۲ | ۱ | ۵۴  | ۶۲  | ۸–  | ۲      |
| کرهٔ جنوبی | ۳    | ۰ | ۱ | ۲ | ۵۹  | ۷۷  | ۱۸– | ۱      |

| ۱۰ مارس ۱۹۹۳ ۱۸:۰۰ | روسیه  | ۳۳–۱۸ | کرهٔ جنوبی | مالمو |
| ۱۰ مارس ۱۹۹۳ ۱۸:۰۰ | (۱۷–۶) |       |           | مالمو |
| ۱۰ مارس ۱۹۹۳ ۱۸:۰۰ |        |       |           | مالمو |

| ۱۰ مارس ۱۹۹۳ ۲۰:۰۰ | آلمان   | ۲۰–۲۰ | دانمارک | مالمو |
| ۱۰ مارس ۱۹۹۳ ۲۰:۰۰ | (۱۰–۱۱) |       |         | مالمو |
| ۱۰ مارس ۱۹۹۳ ۲۰:۰۰ |         |       |         | مالمو |

| ۱۲ مارس ۱۹۹۳ ۱۸:۰۰ | آلمان   | ۲۸–۲۵ | کرهٔ جنوبی | مالمو |
| ۱۲ مارس ۱۹۹۳ ۱۸:۰۰ | (۱۶–۱۱) |       |           | مالمو |
| ۱۲ مارس ۱۹۹۳ ۱۸:۰۰ |         |       |           | مالمو |

| ۱۲ مارس ۱۹۹۳ ۲۰:۰۰ | روسیه   | ۲۶–۱۸ | دانمارک | مالمو |
| ۱۲ مارس ۱۹۹۳ ۲۰:۰۰ | (۱۳–۱۰) |       |         | مالمو |
| ۱۲ مارس ۱۹۹۳ ۲۰:۰۰ |         |       |         | مالمو |

| ۱۳ مارس ۱۹۹۳ ۱۴:۰۰ | دانمارک | ۱۶–۱۶ | کرهٔ جنوبی | مالمو |
| ۱۳ مارس ۱۹۹۳ ۱۴:۰۰ | (۹–۱۰)  |       |           | مالمو |
| ۱۳ مارس ۱۹۹۳ ۱۴:۰۰ |         |       |           | مالمو |

| ۱۳ مارس ۱۹۹۳ ۱۶:۰۰ | روسیه  | ۱۹–۱۹ | آلمان | مالمو |
| ۱۳ مارس ۱۹۹۳ ۱۶:۰۰ | (۵–۱۰) |       |       | مالمو |
| ۱۳ مارس ۱۹۹۳ ۱۶:۰۰ |        |       |       | مالمو |

## مرحلهٔ گروهی دوم
تیم‌های راه‌یافته از مرحلهٔ اول در دو گروه شش تیمی قرار گرفتند. نتیجهٔ بازی‌های رودرروی تیم‌ها در رده‌بندی این مرحله، لحاظ شد.

### گروه I
| تیم      | بازی | ب | م | ش | گ ز | گ خ | ت   | امتیاز |
| -------- | ---- | - | - | - | --- | --- | --- | ------ |
| فرانسه   | ۵    | ۴ | ۰ | ۱ | ۱۱۵ | ۱۰۳ | ۱۲+ | ۸      |
| سوئیس    | ۵    | ۳ | ۰ | ۲ | ۱۲۲ | ۱۱۸ | ۴+  | ۶      |
| اسپانیا  | ۵    | ۲ | ۱ | ۲ | ۱۰۵ | ۱۰۱ | ۴+  | ۵      |
| چکسلواکی | ۵    | ۲ | ۱ | ۲ | ۱۰۴ | ۱۱۰ | ۶–  | ۵      |
| رومانی   | ۵    | ۲ | ۰ | ۳ | ۱۰۵ | ۱۱۰ | ۵–  | ۴      |
| مصر      | ۵    | ۱ | ۰ | ۴ | ۱۰۰ | ۱۰۹ | ۹–  | ۲      |

| ۱۵ مارس ۱۹۹۳ ۱۶:۰۰ | سوئیس  | ۲۶–۲۳ | مصر | هالمستاد |
| ۱۵ مارس ۱۹۹۳ ۱۶:۰۰ | (۱۲–۹) |       |     | هالمستاد |
| ۱۵ مارس ۱۹۹۳ ۱۶:۰۰ |        |       |     | هالمستاد |

| ۱۵ مارس ۱۹۹۳ ۱۸:۰۰ | اسپانیا | ۲۰–۱۶ | رومانی | هالمستاد |
| ۱۵ مارس ۱۹۹۳ ۱۸:۰۰ | (۱۱–۷)  |       |        | هالمستاد |
| ۱۵ مارس ۱۹۹۳ ۱۸:۰۰ |         |       |        | هالمستاد |

| ۱۵ مارس ۱۹۹۳ ۲۰:۰۰ | فرانسه | ۲۶–۱۸ | چکسلواکی | هالمستاد |
| ۱۵ مارس ۱۹۹۳ ۲۰:۰۰ | (۱۳–۷) |       |          | هالمستاد |
| ۱۵ مارس ۱۹۹۳ ۲۰:۰۰ |        |       |          | هالمستاد |

| ۱۶ مارس ۱۹۹۳ ۱۶:۰۰ | رومانی | ۲۷–۲۶ | مصر | هالمستاد |
| ۱۶ مارس ۱۹۹۳ ۱۶:۰۰ | (۱۴–۸) |       |     | هالمستاد |
| ۱۶ مارس ۱۹۹۳ ۱۶:۰۰ |        |       |     | هالمستاد |

| ۱۶ مارس ۱۹۹۳ ۱۸:۰۰ | چکسلواکی | ۲۴–۲۳ | سوئیس | هالمستاد |
| ۱۶ مارس ۱۹۹۳ ۱۸:۰۰ | (۱۰–۱۳)  |       |       | هالمستاد |
| ۱۶ مارس ۱۹۹۳ ۱۸:۰۰ |          |       |       | هالمستاد |

| ۱۶ مارس ۱۹۹۳ ۲۰:۰۰ | فرانسه | ۲۳–۲۱ | اسپانیا | هالمستاد |
| ۱۶ مارس ۱۹۹۳ ۲۰:۰۰ | (۹–۱۲) |       |         | هالمستاد |
| ۱۶ مارس ۱۹۹۳ ۲۰:۰۰ |        |       |         | هالمستاد |

| ۱۸ مارس ۱۹۹۳ ۱۶:۰۰ | فرانسه | ۱۹–۱۶ | مصر | هالمستاد |
| ۱۸ مارس ۱۹۹۳ ۱۶:۰۰ | (۱۱–۷) |       |     | هالمستاد |
| ۱۸ مارس ۱۹۹۳ ۱۶:۰۰ |        |       |     | هالمستاد |

| ۱۸ مارس ۱۹۹۳ ۱۸:۰۰ | چکسلواکی | ۲۳–۲۱ | رومانی | هالمستاد |
| ۱۸ مارس ۱۹۹۳ ۱۸:۰۰ | (۱۲–۱۱)  |       |        | هالمستاد |
| ۱۸ مارس ۱۹۹۳ ۱۸:۰۰ |          |       |        | هالمستاد |

| ۱۸ مارس ۱۹۹۳ ۲۰:۰۰ | سوئیس   | ۲۹–۲۸ | اسپانیا | هالمستاد |
| ۱۸ مارس ۱۹۹۳ ۲۰:۰۰ | (۱۶–۱۰) |       |         | هالمستاد |
| ۱۸ مارس ۱۹۹۳ ۲۰:۰۰ |         |       |         | هالمستاد |

### گروه II
| تیم      | بازی | ب | م | ش | گ ز | گ خ | ت   | امتیاز |
| -------- | ---- | - | - | - | --- | --- | --- | ------ |
| روسیه    | ۵    | ۴ | ۱ | ۰ | ۱۳۱ | ۹۸  | ۳۳+ | ۹      |
| سوئد     | ۵    | ۴ | ۰ | ۱ | ۱۰۸ | ۱۰۱ | ۷+  | ۸      |
| آلمان    | ۵    | ۲ | ۲ | ۱ | ۱۰۰ | ۱۰۰ | ۰   | ۶      |
| ایسلند   | ۵    | ۲ | ۰ | ۳ | ۱۰۳ | ۱۱۴ | ۱۱– | ۴      |
| دانمارک  | ۵    | ۱ | ۱ | ۳ | ۱۰۲ | ۱۱۷ | ۱۵– | ۳      |
| مجارستان | ۵    | ۰ | ۰ | ۵ | ۱۰۴ | ۱۱۸ | ۱۴– | ۰      |

| ۱۵ مارس ۱۹۹۳ ۱۶:۰۰ | روسیه   | ۲۹–۲۲ | مجارستان | استکهلم |
| ۱۵ مارس ۱۹۹۳ ۱۶:۰۰ | (۱۵–۱۰) |       |          | استکهلم |
| ۱۵ مارس ۱۹۹۳ ۱۶:۰۰ |         |       |          | استکهلم |

| ۱۵ مارس ۱۹۹۳ ۱۸:۰۰ | آلمان  | ۲۳–۱۶ | ایسلند | استکهلم |
| ۱۵ مارس ۱۹۹۳ ۱۸:۰۰ | (۱۰–۵) |       |        | استکهلم |
| ۱۵ مارس ۱۹۹۳ ۱۸:۰۰ |        |       |        | استکهلم |

| ۱۵ مارس ۱۹۹۳ ۲۰:۰۰ | سوئد   | ۲۳–۲۰ | دانمارک | استکهلم |
| ۱۵ مارس ۱۹۹۳ ۲۰:۰۰ | (۱۳–۹) |       |         | استکهلم |
| ۱۵ مارس ۱۹۹۳ ۲۰:۰۰ |        |       |         | استکهلم |

| ۱۶ مارس ۱۹۹۳ ۱۸:۰۰ | دانمارک | ۲۲–۲۱ | مجارستان | استکهلم |
| ۱۶ مارس ۱۹۹۳ ۱۸:۰۰ | (۱۱–۱۲) |       |          | استکهلم |
| ۱۶ مارس ۱۹۹۳ ۱۸:۰۰ |         |       |          | استکهلم |

| ۱۶ مارس ۱۹۹۳ ۲۰:۰۰ | روسیه  | ۲۷–۱۹ | ایسلند | استکهلم |
| ۱۶ مارس ۱۹۹۳ ۲۰:۰۰ | (۱۲–۹) |       |        | استکهلم |
| ۱۶ مارس ۱۹۹۳ ۲۰:۰۰ |        |       |        | استکهلم |

| ۱۷ مارس ۱۹۹۳ ۱۹:۰۰ | سوئد  | ۲۴–۱۶ | آلمان | استکهلم |
| ۱۷ مارس ۱۹۹۳ ۱۹:۰۰ | (۹–۷) |       |       | استکهلم |
| ۱۷ مارس ۱۹۹۳ ۱۹:۰۰ |       |       |       | استکهلم |

| ۱۸ مارس ۱۹۹۳ ۱۶:۰۰ | آلمان  | ۲۲–۲۱ | مجارستان | استکهلم |
| ۱۸ مارس ۱۹۹۳ ۱۶:۰۰ | (۱۲–۷) |       |          | استکهلم |
| ۱۸ مارس ۱۹۹۳ ۱۶:۰۰ |        |       |          | استکهلم |

| ۱۸ مارس ۱۹۹۳ ۱۸:۰۰ | ایسلند | ۲۷–۲۲ | دانمارک | استکهلم |
| ۱۸ مارس ۱۹۹۳ ۱۸:۰۰ | (۱۳–۷) |       |         | استکهلم |
| ۱۸ مارس ۱۹۹۳ ۱۸:۰۰ |        |       |         | استکهلم |

| ۱۸ مارس ۱۹۹۳ ۲۰:۰۰ | روسیه  | ۳۰–۲۰ | سوئد | استکهلم |
| ۱۸ مارس ۱۹۹۳ ۲۰:۰۰ | (۱۱–۸) |       |      | استکهلم |
| ۱۸ مارس ۱۹۹۳ ۲۰:۰۰ |        |       |      | استکهلم |

## بازی‌های رده‌بندی

### مکان‌های سیزدهم تا شانزدهم
| تیم                 | بازی | ب | م | ش | گ ز | گ خ | ت   | امتیاز |
| ------------------- | ---- | - | - | - | --- | --- | --- | ------ |
| نروژ                | ۳    | ۲ | ۱ | ۰ | ۹۴  | ۶۶  | ۲۸+ | ۵      |
| اتریش               | ۳    | ۲ | ۱ | ۰ | ۸۶  | ۷۱  | ۱۵+ | ۵      |
| کرهٔ جنوبی           | ۳    | ۱ | ۰ | ۲ | ۹۲  | ۹۰  | ۲+  | ۲      |
| ایالات متحده آمریکا | ۳    | ۰ | ۰ | ۳ | ۶۲  | ۱۰۷ | ۴۵– | ۰      |

| ۱۵ مارس ۱۹۹۳ | نروژ    | ۳۰–۲۸ | کرهٔ جنوبی | اسکیلستونا |
| ۱۵ مارس ۱۹۹۳ | (۱۱–۱۳) |       |           | اسکیلستونا |
| ۱۵ مارس ۱۹۹۳ |         |       |           | اسکیلستونا |

| ۱۵ مارس ۱۹۹۳ | اتریش   | ۳۱–۱۹ | ایالات متحده آمریکا | اسکیلستونا |
| ۱۵ مارس ۱۹۹۳ | (۱۴–۱۲) |       |                     | اسکیلستونا |
| ۱۵ مارس ۱۹۹۳ |         |       |                     | اسکیلستونا |

| ۱۶ مارس ۱۹۹۳ | نروژ   | ۴۱–۱۵ | ایالات متحده آمریکا | اسکیلستونا |
| ۱۶ مارس ۱۹۹۳ | (۲۲–۶) |       |                     | اسکیلستونا |
| ۱۶ مارس ۱۹۹۳ |        |       |                     | اسکیلستونا |

| ۱۶ مارس ۱۹۹۳ | اتریش   | ۳۲–۲۹ | کرهٔ جنوبی | اسکیلستونا |
| ۱۶ مارس ۱۹۹۳ | (۱۷–۱۳) |       |           | اسکیلستونا |
| ۱۶ مارس ۱۹۹۳ |         |       |           | اسکیلستونا |

| ۱۸ مارس ۱۹۹۳ | نروژ    | ۲۳–۲۳ | اتریش | اسکیلستونا |
| ۱۸ مارس ۱۹۹۳ | (۱۳–۱۲) |       |       | اسکیلستونا |
| ۱۸ مارس ۱۹۹۳ |         |       |       | اسکیلستونا |

| ۱۸ مارس ۱۹۹۳ | کرهٔ جنوبی | ۳۵–۲۸ | ایالات متحده آمریکا | اسکیلستونا |
| ۱۸ مارس ۱۹۹۳ | (۱۸–۱۶)   |       |                     | اسکیلستونا |
| ۱۸ مارس ۱۹۹۳ |           |       |                     | اسکیلستونا |

### مکان یازدهم
| ۱۹ مارس ۱۹۹۳ ۱۸:۰۰ | مجارستان | ۲۹–۲۵ | مصر | استکهلم |
| ۱۹ مارس ۱۹۹۳ ۱۸:۰۰ | (۱۲–۱۳)  |       |     | استکهلم |
| ۱۹ مارس ۱۹۹۳ ۱۸:۰۰ |          |       |     | استکهلم |

### مکان نهم
| ۱۹ مارس ۱۹۹۳ ۲۰:۰۰ | دانمارک | ۲۷–۲۳ | رومانی | استکهلم |
| ۱۹ مارس ۱۹۹۳ ۲۰:۰۰ | (۱۴–۱۳) |       |        | استکهلم |
| ۱۹ مارس ۱۹۹۳ ۲۰:۰۰ |         |       |        | استکهلم |

### مکان هفتم
| ۲۰ مارس ۱۹۹۳ ۱۲:۰۰ | چکسلواکی | ۲۲–۲۱ | ایسلند | استکهلم |
| ۲۰ مارس ۱۹۹۳ ۱۲:۰۰ | (۸–۱۱)   |       |        | استکهلم |
| ۲۰ مارس ۱۹۹۳ ۱۲:۰۰ |          |       |        | استکهلم |

### مکان پنجم
| ۲۰ مارس ۱۹۹۳ ۱۴:۰۰ | اسپانیا | ۲۹–۲۶ | آلمان | استکهلم |
| ۲۰ مارس ۱۹۹۳ ۱۴:۰۰ | (۱۶–۱۳) |       |       | استکهلم |
| ۲۰ مارس ۱۹۹۳ ۱۴:۰۰ |         |       |       | استکهلم |

### مدال برنز
| ۲۰ مارس ۱۹۹۳ ۱۶:۰۰ | سوئد    | ۲۶–۱۹ | سوئیس | استکهلم |
| ۲۰ مارس ۱۹۹۳ ۱۶:۰۰ | (۱۳–۱۶) |       |       | استکهلم |
| ۲۰ مارس ۱۹۹۳ ۱۶:۰۰ |         |       |       | استکهلم |

### بازی پایانی
| ۲۰ مارس ۱۹۹۳ ۱۸:۰۰ | روسیه   | ۲۸–۱۹ | فرانسه | استکهلم |
| ۲۰ مارس ۱۹۹۳ ۱۸:۰۰ | (۱۳–۱۱) |       |        | استکهلم |
| ۲۰ مارس ۱۹۹۳ ۱۸:۰۰ |         |       |        | استکهلم |

## رده‌بندی نهایی
|    | روسیه               |
|    | فرانسه              |
|    | سوئد                |
| ۴  | سوئیس               |
| ۵  | اسپانیا             |
| ۶  | آلمان               |
| ۷  | چکسلواکی            |
| ۸  | ایسلند              |
| ۹  | دانمارک             |
| ۱۰ | رومانی              |
| ۱۱ | مجارستان            |
| ۱۲ | مصر                 |
| ۱۳ | نروژ                |
| ۱۴ | اتریش               |
| ۱۵ | کرهٔ جنوبی           |
| ۱۶ | ایالات متحده آمریکا |

## آمار

### تیم منتخب
لورنزو ریکو (دروازه‌بان)
 ماتئو گارالدا
 مگنوس اندرسون
 مارک باومگارتنر
 بیارکی سیگوردسون
 دیمیتری تورگووانوف
 والری گوپین

### بهترین گلزنان
| رتبه | نام              | تیم       | گل زده (پنالتی) |
| ---- | ---------------- | --------- | --------------- |
| ۱    | مارک باومگارتنر  | سوئیس     | ۴۱ (۱۲)         |
| ۱    | یون کیونگ‌شین     | کرهٔ جنوبی | ۴۱ (۱۲)         |
| ۳    | یوزف الس         | مجارستان  | ۴۱ (۱۹)         |
| ۴    | والری گوپین      | روسیه     | ۳۹ (۱۳)         |
| ۵    | ماتئو گارالدا    | اسپانیا   | ۳۸ (۳)          |
| ۶    | سیگوردور سوینسون | ایسلند    | ۳۷ (۱۵)         |
| ۷    | سامح عبد الوارث  | مصر       | ۳۶ (۷)          |
| ۸    | واسیلی کودینوف   | روسیه     | ۳۶ (۱۱)         |
| ۹    | مگنوس اندرسون    | سوئد      | ۳۶ (۲۳)         |
| ۱۰   | آندرئاس دیترت    | اتریش     | ۳۳ (۱۱)         |